# Хргович, Мирко
Мирко Хргович (босн. Mirko Hrgović; род. 5 февраля 1979[…], Синь, Сплитско-Далматинская жупания) — боснийский футболист, полузащитник.

## Клубная карьера
На протяжении карьеры выступал за «Юнак Синь», «Хайдук Сплит», «Посушье», «Гамба Осака», «Широки Бриег», «Вольфсбург», «ДЖЕФ Юнайтед Итихара Тиба», «Динамо (Загреб)», «Гройтер Фюрт», «Кавала», «Сплит».
В 2003 году перешёл из боснийского клуба «Широки Бриег» в немецкий «Вольфсбург». Первый матч в Бундеслиге Мирко провёл 1 ноября 2003 года против «Герты». Всего в сезоне 2003/04 Хргович сыграл 16 матчей, в основном, выходя на замену. В следующем сезоне босниец редко попадал даже в заявку команды на матч, он принял участие в 7 встречах, проведя в общей сложности на поле 50 минут. В зимнее трансферное окно 2006 года Мирко покинул «Вольфсбург» и присоединился к сплитскому «Хайдуку», за который уже выступал ранее в сезоне 1999/00.
В сезоне 2009/10 Мирко возвратился в Германию, перейдя в «Гройтер Фюрт», выступавший во второй Бундеслиге. Однако возвращение сложилось неудачно, Хргович провёл только 7 встреч, за которые отметился 2 предупреждениями и 1 удалением. В январе 2010 Мирко был предоставлен статус свободного агента.

## Карьера в сборной
Хргович — этнический хорват, выступая в боснийской команде «Широки Бриег», принял решение играть за сборную Боснии и Герцеговины. В составе боснийской сборной провел 29 игр, забил 3 мяча.

## Достижения
«Хайдук» (Сплит)
- Чемпион Хорватии (1): 2000/01

 «Динамо» (Загреб)
- Чемпион Хорватии (1): 2008/09
- Обладатель Кубка Хорватии (1): 2008/09